# Color (AiRIのアルバム)
『Color』（カラー）は、AiRIの2枚目のオリジナルアルバム。2013年5月8日にLantisから発売された。

## 収録曲
1. Regeneration
  - 作詞：AiRI、作曲・編曲：宮崎京一
  - アルバム新曲
2. Dreamer
  - 作詞：AiRI、作曲・編曲：宮崎京一
  - TVアニメ『TARI TARI』OPテーマ
3. プリズミック
  - 作詞：AiRI、作曲・編曲：宮崎京一
  - PCゲーム『プリズム◇リコレクション!』OPテーマ
4. 乙女心1000000％
  - 作詞：雪仁、作曲・編曲：水城新人
  - PCゲーム『ラヴレッシブ』OPテーマ
5. Eternity
  - 作詞：魁、作曲・編曲：竹下智博
  - PCゲーム『ましろサマー』片瀬亜季テーマソング
6. 青い季節
  - 作詞：AiRI、作曲・編曲：宮崎京一
7. Rock'n Life
  - 作詞：AiRI、作曲・編曲：黒須克彦
8. my place
  - 作詞：AiRI、作曲・編曲：水城新人
  - PCゲーム『超電激ストライカー』EDテーマ
9. Bonds
  - 作詞：AiRI、作曲：宮崎京一、編曲：ms-jacky
  - PCゲーム『電激ストライカー』EDテーマ
10. Reflection Moon
  - 作詞：魁、作曲：milktub、編曲：宮崎京一
  - PCゲーム『初恋1/1』月島叶イメージソング
11. Tears
  - 作詞：魁、作曲・編曲：竹下智博
  - PCゲーム『ましろサマー』美崎澪テーマソング
12. 桜が見てた
  - 作詞：藤本スミレ、作曲・編曲：松浦貴雄
  - PCゲーム『Princess Evangile 〜プリンセス エヴァンジール〜』EDテーマ
13. 光の標
  - 作詞：AiRI、作曲・編曲：宮崎京一
  - PCゲーム『プリズム◇リコレクション!』EDテーマ
14. 君と僕はそこにいた
  - 作詞：AiRI、作曲・編曲：宮崎京一
  - TVアニメ『機動戦士ガンダムAGE』挿入歌